# شونبورن (دنرسبرگکرایس)
شونبورن (به آلمانی: Schönborn) یک شهر در آلمان است که در دنرسبرگکرایس واقع شده‌است. شونبورن ۱۳۴ نفر جمعیت دارد.